# Euoestrophasia crosskeyi
Euoestrophasia crosskeyi là một loài ruồi trong họ Tachinidae.